# Újdiósgyőri görögkatolikus templom
A diósgyőri görögkatolikus templom Miskolc-Diósgyőrben található. 1961-ben szentelték fel.

## A templom és egyházközség története
A Lisieux-i Kis Szent Terézről elnevezett Diósgyőri Görögkatolikus Egyházközséget 1932-ben alapították. A templom védőszentje azért Kis Szent Teréz, mert XI. Piusz pápa őt választotta az uniós törekvések pártfogójává. Az egyházközség első parókusa Kardos István (1932–1949). 1929-től hároméves szervezőmunkával gyűjtötte egybe a vasgyárban megélhetést kereső görög szertartású katolikus híveket. Saját rítusú templom felépítése hosszú időn keresztül szóba sem jöhetett. A római katolikus testvérek templomában folyt a liturgikus élet. Mire a templomépítés költsége összegyűlt, a háborús körülmények tették lehetetlenné az építkezést. 1944-ben az egyházközség képviselő testülete a meglévő pénzkészletet felajánlotta a gyárigazgatóságnak azzal, hogy alkalmas időben ellenszolgáltatásként kettőszáz-nyolcvanezer darab téglát biztosítanak az új templom felépítéséhez. Ez a kártalanítás az ateista ideológiájú rendszer beköszönte miatt az 50%-os mértéket sem érte el.
Az 1949 és 1961 közötti években háromszor kellett kényszerköltözést végrehajtani az ideiglenes kápolnákból. Az egyházközség akkori parókusa, dr. Csoba János (1949–1981) felsőbb szintű állami szervekhez fordult. Sok-sok huzavona után engedélyezték a Miklós utcában megvásárolt telekre imaház építését. Egy hónap múlva visszavonták az engedélyt, és hatósági intézkedéssel csereingatlanként egy levezető vizesárkot bocsátottak az egyház rendelkezésére, amely a mostani templomudvar, a parókia és a kert területével azonos. 1958-ban megvásárolták azt a telekrészt, amelyen végül felépült a templom. A tervezés 350 000 forint építési költséget irányzott elő, de az induláskor ennek csupán a töredéke állt rendelkezésre.
A templomszentelésre 1961. október 15-én sor került, bár sok kisipari munka még kivitelezésre várt. A templom érdekes színfoltja a Gaál Ernő egyiptológus professzor által ajándékba készített üveg ikonosztáz.
A parókia épülete 1981–1982-ben készült el, Kozma Lajos (1981–1992) atya buzgólkodásának eredményeként. 1986-ban a harangtorony is felépült, amelyben két harangot helyeztek el. Az egyházközség további parókusai: Obbágy Miklós (1992–2000) és dr. Szarka János (2000-től).

## Az egyházközség jelene
Ma az egyházközség közepes nagyságú, de élő közösség. Vasárnaponként 200–300 közötti a szentmiséken részt vevő hívek száma. Minden vasár- és ünnepnap megszentelése teljes liturgikus renddel történik, tehát a három szentmise (8.30, 10.30 és 18.30) mellett nyilvános előesti vecsernye (17.30-tól), vasár- és ünnepnapi utrenye (7.30-tól) és vecsernye (17.30-tól) is van. A rózsafüzér-társulat imacsoportjai tovább növelik azt a kegyelmi tőkét, amire a hitélet alapozódik.
Az egyházközség keretében több bázisközösség is működik. Az egyházközség céljainak támogatására létrejött a Kis Szent Teréz Alapítvány. Ennek finanszírozásában minden húsvét előtt megjelenik a Görögkatolikus Pászka című újság, ami az egyházközség minden számon tartott családjához eljut. A másik kiadvány a Kis Újság, amely nagyobb ünnepekre jelenik meg.